# Puchar Sześciu Narodów U-20 2008
Puchar Sześciu Narodów U-20 2008 – pierwsza edycja Pucharu Sześciu Narodów U-20, międzynarodowych rozgrywek w rugby union dla reprezentacji narodowych do lat dwudziestu. Zawody odbyły się w dniach 1 lutego – 14 marca 2008 roku, a zwyciężyła w nich reprezentacja Anglii, która pokonała wszystkich rywali i tym samym zdobyła dodatkowo Wielkiego Szlema.

## Mecze
| 1 lutego 200819:30 | Szkocja U-20          | 6:12 | Francja U-20                                                      | Falkirk Stadium, Falkirk Sędzia: Colin Stanley |
| 1 lutego 200819:30 | Stephen McColl 6 (2K) | 6:12 | Mathieu Bastareaud 5 (P) Laurent Tuery 5 (P) Julien Dumora 2 (pd) | Falkirk Stadium, Falkirk Sędzia: Colin Stanley |

| 1 lutego 200819:35 | Irlandia U-20         | 6:0 | Włochy U-20 | Dubarry Park, Athlone Sędzia: Andy Macpherson |
| 1 lutego 200819:35 | Martin Dufficy 6 (2K) | 6:0 |             | Dubarry Park, Athlone Sędzia: Andy Macpherson |

| 1 lutego 200819:45 | Anglia U-20                                                                 | 28:15 | Walia U-20                                      | Kingsholm Stadium, Gloucester Widzów: 4554 Sędzia: Jérôme Garcès |
| 1 lutego 200819:45 | Alex Goode 13 (2pd 3K) Noah Cato 5 (P) Luke Eves 5 (P) Miles Benjamin 5 (P) | 28:15 | Leigh Halfpenny 10 (P pd K) Josh Turnbull 5 (P) | Kingsholm Stadium, Gloucester Widzów: 4554 Sędzia: Jérôme Garcès |

| 8 lutego 200818:30 | Francja U-20                                                                             | 24:13 | Irlandia U-20                                 | Stade Jacques Fouroux, Auch Widzów: 3500 Sędzia: Claudio Passacantando |
| 8 lutego 200818:30 | Thierry Lacrampe 5 (P) Mathieu Belie 9 (3pd K) Charles Gimenez 5 (P) Wesley Fofana 5 (P) | 24:13 | Chris Cochrane 5 (P) Martin Dufficy 8 (pd 2K) | Stade Jacques Fouroux, Auch Widzów: 3500 Sędzia: Claudio Passacantando |

| 8 lutego 200819:10 | Walia U-20                                                                                            | 27:10 | Szkocja U-20                              | Rodney Parade, Newport Widzów: 2422 Sędzia: Greg Garner |
| 8 lutego 200819:10 | Leigh Halfpenny 7 (P pd) Scott Andrews 5 (P) Ryan Bevington 5 (P) Dan Biggar 5 (pd K) Dan Evans 5 (P) | 27:10 | Gary Strain 5 (P) Stephen McColl 5 (pd K) | Rodney Parade, Newport Widzów: 2422 Sędzia: Greg Garner |

| 9 lutego 200815:00 | Włochy U-20                                    | 13:22 | Anglia U-20                                                                 | Stadio Sciorba, Genua Widzów: 3000 Sędzia: David Bodilly |
| 9 lutego 200815:00 | Riccardo Bocchino 8 (pd 2K) Luca Petillo 5 (P) | 13:22 | Alex Corbisiero 5 (P) Alex Goode 7 (2pd K) Noah Cato 5 (P) Andy Saull 5 (P) | Stadio Sciorba, Genua Widzów: 3000 Sędzia: David Bodilly |

| 22 lutego 200819:10 | Walia U-20                                                                              | 33:13 | Włochy U-20                                      | Rodney Parade, Newport Widzów: 2468 Sędzia: David Wilkinson |
| 22 lutego 200819:10 | Gareth Owen 5 (P) Dan Biggar 16 (2pd 4K) Leigh Halfpenny 7 (P pd) Jonathan Davies 5 (P) | 33:13 | Filippo Giusti 5 (P) Riccardo Bocchino 8 (pd 2K) | Rodney Parade, Newport Widzów: 2468 Sędzia: David Wilkinson |

| 22 lutego 200819:30 | Irlandia U-20                               | 17:12 | Szkocja U-20                           | Dubarry Park, Athlone Sędzia: David Rosich |
| 22 lutego 200819:30 | Martin Dufficy 12 (4K) James Sandford 5 (P) | 17:12 | Stephen McColl 7 (P pd) Tom Bury 5 (P) | Dubarry Park, Athlone Sędzia: David Rosich |

| 22 lutego 200820:30 | Francja U-20         | 6:24 | Anglia U-20                                                                | Stade des Alpes, Grenoble Widzów: 20000 Sędzia: Andy Macpherson |
| 22 lutego 200820:30 | Mathieu Belie 6 (2K) | 6:24 | Alex Goode 11 (pd 3K) Noah Cato 5 (P) Ben Thomas 5 (P) Robert Miller 3 (K) | Stade des Alpes, Grenoble Widzów: 20000 Sędzia: Andy Macpherson |

| 7 marca 200819:30 | Szkocja U-20                                                                   | 15:41 | Anglia U-20 | Falkirk Stadium, Falkirk Widzów: 1119 Sędzia: James Jones |
| 7 marca 200819:30 | Ruaridh Jackson 3 (K) Lewis Calder 5 (P) Lewis Niven 5 (P) James Murray 2 (pd) | 15:41 | Alex Goode 7 (2pd K) Seb Stegmann 5 (P) Noah Cato 10 (2P) Hugo Ellis 5 (P) Joe Simpson 5 (P) Matthew Cox 5 (P) Robert Miller 4 (2pd) | Falkirk Stadium, Falkirk Widzów: 1119 Sędzia: James Jones |

| 7 marca 200819:35 | Irlandia U-20         | 6:11 | Walia U-20                                  | Dubarry Park, Athlone Sędzia: Alan Falzone |
| 7 marca 200819:35 | Martin Dufficy 6 (2K) | 6:11 | Lloyd Phillips 5 (P) Leigh Halfpenny 6 (2K) | Dubarry Park, Athlone Sędzia: Alan Falzone |

| 8 marca 200815:00 | Francja U-20                                                                      | 26:14 | Włochy U-20                                                            | Stade Claude Papi, Porto-Vecchio Widzów: 2000 Sędzia: M. Doyle |
| 8 marca 200815:00 | Julien Dumora 6 (3pd) Guilaume Namy 5 (P) Jordan Merle 5 (P) Khaled Zagar 10 (2P) | 26:14 | Tommaso D’Apice 5 (P) Riccardo Bocchino 4 (2pd) Andrea Bacchetti 5 (P) | Stade Claude Papi, Porto-Vecchio Widzów: 2000 Sędzia: M. Doyle |

| 14 marca 200818:30 | Włochy U-20                                     | 14:13 | Szkocja U-20                                | Stadio comunale, Mogliano Veneto Sędzia: Pascal Gaüzère |
| 14 marca 200818:30 | Riccardo Bocchino 9 (3K) Andrea de Marchi 5 (P) | 14:13 | Ruaridh Jackson 8 (pd 2K) Gary Strain 5 (P) | Stadio comunale, Mogliano Veneto Sędzia: Pascal Gaüzère |

| 14 marca 200819:10 | Walia U-20                                                   | 20:16 | Francja U-20                                                           | Rodney Parade, Newport Widzów: 3682 Sędzia: Peter Fitzgibbon |
| 14 marca 200819:10 | Leigh Halfpenny 10 (2pd 2K) Dan Biggar 5 (P) Rhys Webb 5 (P) | 20:16 | Julien Dumora 3 (K) Mathieu Bastareaud 5 (P) Mathieu Belie 8 (pd dg K) | Rodney Parade, Newport Widzów: 3682 Sędzia: Peter Fitzgibbon |

| 14 marca 200819:35 | Anglia U-20 | 43:14 | Irlandia U-20                         | Kingsholm Stadium, Gloucester Widzów: 3725 Sędzia: Neil Paterson |
| 14 marca 200819:35 | Seb Stegmann 5 (P) Alex Goode 8 (4pd) Hugo Ellis 5 (P) Luke Eves 5 (P) Matthew Cox 5 (P) Noah Cato 5 (P) Nathan Catt 5 (P) Mark Odejobi 5 (P) | 43:14 | Dave Kearney 5 (P) Ian Madigan 9 (3K) | Kingsholm Stadium, Gloucester Widzów: 3725 Sędzia: Neil Paterson |